# Котово (Ленинградская область)
Котово (до 1947 года Липола фин. Lipola) — упразднённая деревня на территории Раздольевского сельского поселения Приозерского района Ленинградской области.

## Название
18 июля 1947 года по решению Раутовского райсовета деревне Липола было присвоено новое наименование — «Первомайская», но в конце того же года она была переименована в «Котово», вероятно, по фамилии одного из погибших близ неё бойцов.

## История
Первые сведения о деревне Липола появились в налоговых списках 1660-х годов. 
В 1703 году близ неё состоялось крупное сражение Северной войны — русские отряды разбили шведский «Черный полк» драгун майора Бургхаузена. На месте захоронения драгун в 1930 году был установлен крест.
В 1819 году деревня насчитывала 32 крестьянских двора. 
- Деревня Липола на финской карте 1923 года

К 1939 году их стало уже 78, в них проживало около 300 жителей. Деревня Липола была одной из самых больших деревень волости Кивеннапа. 
В начале 1950-х годов в деревне насчитывалось около десятка дворов.
По административным данным 1966 и 1973 годов деревня Котово входила в состав Борисовского сельсовета.
По данным 1990 года деревня Котово в составе Приозерского района не числилась.
После проведенной мелиорации на её месте остались только холмистые луга, используемые местным совхозом «Рассвет» под сенокосы. Рядом с ними расположилась база отдыха «Котово».
В 2005 году на месте бывшей деревни были сооружены декорации для съёмок фильма режиссера А. Антонова Полумгла.
В настоящее время — урочище Котово.

## География
Деревня находилась в южной части района на автодороге 41А-025 (Ушково — Пятиречье).
К востоку от бывшей деревни протекает река Волчья.

## Фото
- Памятник на месте бывшей финской деревни Липола